# هنريك أنغيل
هنريك أنغيل (بالنرويجية البوكمول: Henrik Angell)‏ هو مستكشف نرويجي، ولد في 22 أغسطس 1861، وتوفي في 26 يناير 1922.

## روابط خارجية
- هنريك أنغيل على موقع أوليمبيديا (الإنجليزية)